# セス・ウェスコット
セス・ウェスコット（Seth Wescott , 1976年6月28日 - ）、アメリカ合衆国のノースカロライナ州ダーラム出身のスノーボーダー。
現在はメイン州のファーミントン付近に住んでおり、母親はメイン州にある大学でモダンダンスの講師をしている。練習は同州のシュガーローフスキー場やアラスカ州のコルドバなどで行っている。シュガーローフスキー場では「The Rack」という名前の人気のレストランとバーの経営もしている。
8歳でスキーを始めてその後10歳でスノーボードを始めた。数年間両方のスポーツをしていたが、1989年にスノーボードに専念することにきめてスキーをやめた。1997年からはスノーボードクロスを始め、2006年トリノオリンピック及び2010年バンクーバーオリンピックにて2大会連続で金メダルを獲得した。ウインターエックスゲームズでは合計3枚の銀メダルと4枚の銅メダルを獲得した。